# أبييي بارك فيرغسون
أبييي بارك فيرغسون (بالإنجليزية: Abbie Park Ferguson)‏ هي مُدرسة أمريكية وجنوب أفريقية، ولدت في 4 أبريل 1837 في Whately, Massachusetts ‏ في الولايات المتحدة، وتوفيت في 25 مارس 1919 في بارل ‏ في جنوب أفريقيا.

## وصلات خارجية
- أبييي بارك فيرغسون على موقع الموسوعة البريطانية (الإنجليزية)